# Radio programowalne

Schemat blokowy radia SDR

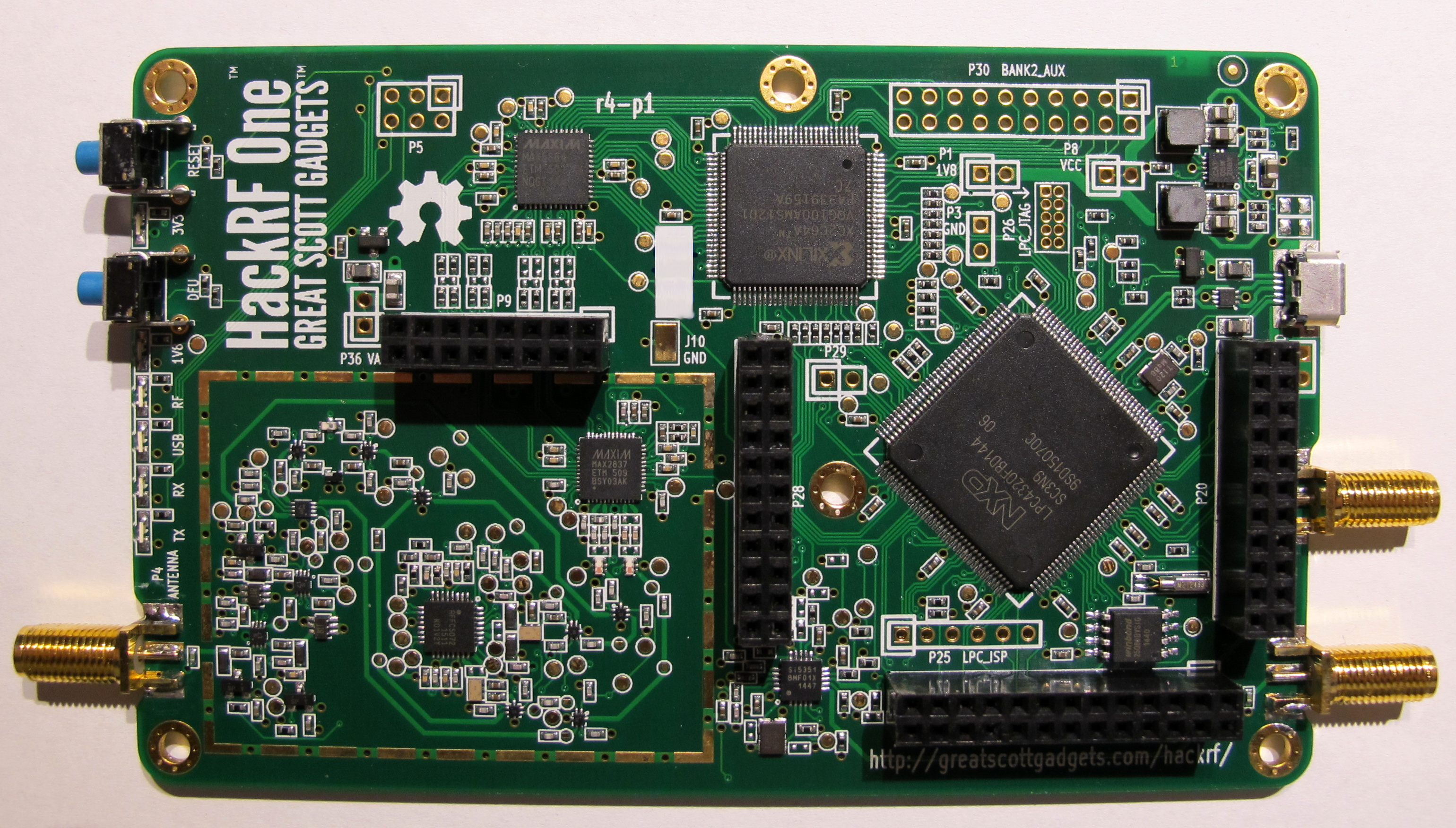
Platforma SDR wykorzystywana jako nadajnik i odbiornik w zakresie od 1 MHz do 6 GHz

Radio programowalne, SDR (od ang. software-defined radio, radio definiowane programowo) – system komunikacji radiowej, w którym działanie podstawowych elementów elektronicznych (mieszaczy, filtrów, modulatorów i demodulatorów, detektorów) jest wykonywane za pomocą programu komputerowego. Chociaż idea SDR nie jest nowa, dopiero gwałtowny rozwój możliwości elektroniki cyfrowej umożliwił praktyczną realizację wielu jej elementów, rozważanych dotąd jedynie w teorii.

## Realizacja
Najprostsza realizacja SDR może składać się z komputera wyposażonego w kartę dźwiękową lub inny przetwornik analogowo-cyfrowy oraz front-end radiowy (układ elektroniczny odbierający zmodulowany sygnał wysokiej częstotliwości i przenoszący go do niższego pasma, znajdującego się w zakresie przetwarzania karty dźwiękowej). Większość procesu przetwarzania sygnału jest realizowana przez procesor ogólnego przeznaczenia (zamiast układów specjalizowanych). Tak zaprojektowany odbiornik może obsługiwać różne typy transmisji radiowych jedynie dzięki zmianie programu przetwarzającego sygnał.

## Zastosowania
Radio programowalne jest szczególnie użyteczne w szybko rozwijających się systemach, które często podlegają unowocześnianiu i zmianom techniki nadawania, na przykład w sieciach komórkowych lub wojskowych.
Systemy radia programowalnego są również powszechnie używane na uczelniach i w badaniach akademickich, zarówno polskich uczelni, jak i uczelni zagranicznych. W zajęciach dydaktycznych pozwalają studentom zapoznać się z szeroką gamą systemów radiowych (analogowych i cyfrowych) a w badaniach naukowych pozwalają na zbudowanie prototypów i empiryczną weryfikację hipotez.

## Przykłady platform SDR
Do popularnych i uniwersalnych urządzeń SDR należą m.in. HackRF One, BladeRF czy LimeSDR. Typem urządzenia, które zdobyło dużą popularność jest RTL-SDR (nazwa od chipsetu RTL2832U firmy Realtek). RTL-SDR, mimo ograniczonych możliwości (ale przystępnej ceny – $20 i małych rozmiarów – forma dongle'a USB), zebrała duże grono zwolenników i szerokie wsparcie w obszarze oprogramowania i dokumentacji, zebranego m.in. wokół portalu rtl-sdr.com.
Do popularniejszych platform, szczególnie w środowiskach akademickich, należą urządzenia z rodziny USRP (ang. Universal Software Radio Peripheral), firmy Ettus Research (należącej do National Instruments). Urządzenia te mają dwa tory radiowe, które pozwalają tworzyć system typu full-duplex, szerokie pasmo działania i duży wybór oprogramowania. 

## Oprogramowanie
W przypadku techniki radia programowalnego kluczowym elementem jest oprogramowanie. Obecnie istnieje wiele pakietów oprogramowania pozwalającego na budowanie oprogramowania SDR. Jednym z nich jest projekt GNU Radio. Wolne i otwarte oprogramowanie GNU Radio pozwala na projektowanie i uruchamianie systemów SDR jak również obserwowanie ich w działaniu. Częścią projektu jest baza gotowych modułów; można tę bazę również rozszerzać o swoje moduły. 
Przykładowe projekty opracowane w oparciu o GNU Radio to m.in.:
- odbiorniki i symulatory nadajnika sygnału GNSS,
- czytniki RFID (odczyt, zapis),
- amatorskie radioteleskopy,
- odbiorniki radia DRM (ang. Digital Radio Mondiale),
- odbiorniki sygnałów SSR (używanych w komunikacji lotniczej).

Lista projektów oprogramowania utrzymywana jest na stronie rtl-sdr.com.